# スカイラブハリケーン (お笑いコンビ)
スカイラブハリケーンは、ホリプロコムに所属していたお笑いコンビ。2016年3月末をもって解散を発表。

## メンバー
滝本 友樹（たきもと ゆうき、1981年3月6日（44歳） - ）ツッコミ担当。
- 身長168cm、血液型はAB型。
- 小学生時代は太っていたという[1]。

桜井 宗忠（さくらい むねただ、1981年3月13日（44歳） - ）ボケ担当。
- 身長175cm、血液型はB型。
- 神奈川県立川崎北高等学校、日本体育大学卒業。
- 特技はサッカー。
- 学生時代は生徒会長、応援団長を務めていた[1]。
- 目黒笑売塾に入る前、当時付き合っていた女の子がブラジルに留学するというので、「ブラジルに行く金を貯めたいので、養成所に入るのは1年待ってくれ」と滝本に頼み込んだということがあった[1]。
- 日体大サッカー部出身の経歴を持ち、TBS『最強の男は誰だ!壮絶筋肉バトル!!スポーツマンNo.1決定戦』のトライアウトに合格し本選出場[2]。SPIN OFF 準決勝進出、MONSTER BOX 15段、TAIL IMPOSSIBLE 5位と安定した成績を残してFINALに進出し、総合6位となった。
- アイドルグループ・乃木坂46の大ファンであり、その中でも中元日芽香（現在は卒業）を推している[3]。またそのゆかりで古川洋平などと交流があり、それは芸能界引退後も続いている。
- コンビ解散後、化粧品販売会社勤務を経て、現在は東京都渋谷区と神奈川県横浜市にパーソナルジムを構え、代表を務めている[2]。

## 概要
- 共に神奈川県出身で、幼稚園の時からの幼馴染み同士である[1]。
- 2人ともホリプロのお笑い芸人養成学校「目黒笑売塾」の3期生出身。2005年4月に結成。コンビ名は漫画『キャプテン翼』に登場する立花兄弟の必殺技「スカイラブハリケーン」が由来となっている[4]。
- 2009年4月7日から2013年3月26日まで放送されていた事務所の先輩であるバナナマンの冠番組『バナナ炎』（2012年6月5日以降は『バナナ炎炎』）では前説を担当していた。同番組の収録中においても、バナナマンが2人について触れることがたまにあった。

## 芸風
- 主に漫才。「算数の授業にマリオを取り入れる」「桜井の乳首にゴムを付けてゴムパッチンをする」などのネタがある（ゴムパッチンの芸は、桜井がR-1ぐらんぷり2010で披露したことがある）。
- 桜井には「さーくらーい」と、自分の名前を伸ばして言うあいさつがある。
- 湘南ベルマーレの応援番組『ベルマーレマニア』でのコントコーナーでは、ネタの最後に「はい、キングベル」といって締める。スタッフに考えてもらったネタで勝負することもある[5][6]。

## 出演

### テレビ
- 恋するハニカミ（TBS） - 滝本のみ[再現VTR]
- 最強の男は誰だ!壮絶筋肉バトル!!スポーツマンNo.1決定戦（TBS） - 桜井のみ[総合6位]
- 爆笑オンエアバトル（NHK総合） - 戦績0勝4敗 最高309KB
- 爆笑トライアウト（NHK総合、2009年10月30日）
  - 会場審査は5位（369TP）。視聴者投票は8位（487票）。
- オンバト+（NHK総合） - 戦績1勝2敗 最高413KB
- モバタレGREAT（日本テレビ） - 『タレタマ』お笑い枠メンバー
- はまっこアイ（横浜テレビ局） - 「それいけ!横テレスポーツ部」リポーター
- お笑い図鑑 ハマヌキ（tvk）
- エンタの天使（日本テレビ）- 2008年9月3日（第6回）、キャッチコピーは「追い風の体育会系」
- バスで恋して（関東版） - 「バス恋ガイド」としてレギュラー出演
- ジャイケルマクソン（毎日放送）
- アンパンマン情報局（キッズステーション）- レギュラー
- ベルマーレマニア（ジェイコム湘南）- レギュラー
- 伊集院光のしんばんぐみ（日本BS放送）- 桜井のみ第1回と第2回に出演
- タモリ倶楽部（テレビ朝日、2010年8月20日）
- イロドリヒムラ 第2話（TBS、2012年10月22日） - コンビニ店員 役
- 乃木坂って、どこ?（テレビ愛知、2013年10月13日）
- 前略、西東さん（中京テレビ放送）- 2015年8月29日
- 伊集院光のてれび（TwellV）

### ラジオ
- スカイラブハリケーンのガッツが足りない（木更津コミュニティ放送）